# San Luis Potosí Challenger 2002
Il San Luis Potosí Challenger 2002 è stato un torneo di tennis facente parte della categoria ATP Challenger Series nell'ambito dell'ATP Challenger Series 2002. Il torneo si è giocato a San Luis Potosí in Messico dal 25 al 31 marzo 2002 su campi in terra rossa.

## Vincitori

### Singolare
Dick Norman ha battuto in finale  Paul-Henri Mathieu con il punteggio di 2–6, 6–2, 6–4.

### Doppio
Dick Norman /  Orlin Stanojčev hanno battuto in finale  Ignacio Hirigoyen /  Sebastián Prieto per walkover